# Roland Stadler
Pour les articles homonymes, voir Stadler.
Roland Stadler, né le 14 juin 1959 à Zurich, est un ancien joueur de tennis suisse.

## Carrière
Il a abandonné ses études de droit pour passer professionnel en 1983. Il jouait déjà régulièrement sur le circuit depuis fin 1980 et était classé parmi les 200 meilleurs mondiaux. Il est entraîné par son frère, Roger.
Il s'est essentiellement distingué sur le circuit Challenger avec trois titres (Brescia en 1983, Waiblingen et Budapest en 1988) et cinq finales en simple et un titre en double.
Sur le circuit ATP, il a été demi-finaliste à Genève en 1980, à Hilversum en 1981 et 1983 et à Bâle en 1983.
En 1985, il se retire du circuit et ne dispute plus que des tournois en Suisse. Il remporte notamment pour la 4e fois les Championnats de Suisse contre Zoltán Kuhárszky. Il revient sur le devant de la scène lors du tournoi de Gstaad en juillet 1986. Titulaire d'une invitation car classé 414e mondial, il se fraye un chemin jusqu'en finale après avoir éliminé sans trop de mal trois joueurs du top 40 (dont Emilio Sanchez, 21e), mais s'incline en 5 sets contre Stefan Edberg.
Il a représenté son pays en Coupe Davis dans le groupe mondial en 1981 et 1988. En 22 rencontres, il totalise 23 victoires pour 18 défaites.

## Finale en simple messieurs
| No | Date       | Nom et lieu du tournoi | Catégorie  | Dotation  | Surface      | Vainqueur     | Score                   |  |
| -- | ---------- | ---------------------- | ---------- | --------- | ------------ | ------------- | ----------------------- |  |
| 1  | 07-07-1986 | Swiss Open, Gstaad     | Grand Prix | 200 000 $ | Terre (ext.) | Stefan Edberg | 7-5, 4-6, 6-1, 4-6, 6-2 |  |

## Parcours dans les tournois duGrand Chelem

### En simple
| Année | Open d'Australie | Open d'Australie | Internationaux de France | Internationaux de France | Wimbledon       | Wimbledon   | US Open        | US Open    |
| ----- | ---------------- | ---------------- | ------------------------ | ------------------------ | --------------- | ----------- | -------------- | ---------- |
| 1981  | —                | —                | —                        | —                        | 1er tour (1/64) | B. Teacher  | 2e tour (1/32) | A. Panatta |
| 1984  | —                | —                | 3e tour (1/16)           | E. Sánchez               | 1er tour (1/64) | C. Lewis    | —              | —          |
| 1987  | —                | —                | 1er tour (1/64)          | A. Gómez                 | 1er tour (1/64) | R. Reneberg | —              | —          |

N.B. : à droite du résultat se trouve le nom de l'ultime adversaire.